# César-díj a legjobb producernek
A legjobb producer César-díját (franciául César du meilleur producteur) a francia Filmművészeti és Filmtechnikai Akadémia két alkalommal, 1996-ban és 1997-ben ítélte oda. Átadása a „Césarok éjszakája” elnevezésű gálaünnepségen történt.
Az Akadémia 2008 óta ismét díjazza a filmproducereket, de nem César-díjjal, hanem a César-gálát előkészítő ebéd keretében átadott elismeréssel, a Daniel Toscan du Plantier-díjjal.

## Díjazottak és jelöltek
A díjazottak vastagítással vannak kiemelve. Az évszám a díjosztó gála évét jelzi, amikor az előző évben forgalmazásra került film elismerésben részesült.
| Év   | Díjazottak és jelöltek |
| ---- | --- |
| 1996 | - Christophe Rossignon – A gyűlölet (La haine) - Claude Berri – Gazon maudit - Charles Gassot – A boldogság a réten van (Le bonheur est dans le pré) - Alain Sarde – Nelly és Arnaud úr (Nelly et Mr. Arnaud) - Alain Terzian – Zűrangyalok (Les anges gardiens) |
| 1997 | - Jacques Perrin – Mikrokozmosz - Füvek népe (Microcosmos : Le peuple de l'herbe) - Humbert Balsan – Lesz-e hó karácsonykor? (Y aura-t-il de la neige à Noël ?) - Charles Gassot – Az arcátlan Beaumarchais (Beaumarchais, l'insolent), Családi ünnep (Un air de famille) - Alain Sarde – Az én pasim (Mon homme), Conan kapitány (Capitaine Conan), Tolvajok (Les voleurs) |